# Stachys bergii
Stachys bergii är en kransblommig växtart som beskrevs av Gerald Alfred Mulligan och D.B. Munro. Stachys bergii ingår i släktet syskor, och familjen kransblommiga växter. Inga underarter finns listade i Catalogue of Life.